# Sinumelon fodinalis
Sinumelon fodinalis är en snäckart som först beskrevs av Bednall 1892.  Sinumelon fodinalis ingår i släktet Sinumelon och familjen Camaenidae. Inga underarter finns listade i Catalogue of Life.